# 理查德·赖特 (足球运动员)
理查德·赖特（英語：Richard Wright，1977年11月5日—）是一位英格蘭足球運動員，司職門將。他以往曾效力阿仙奴、愛華頓、韋斯咸、錫菲聯、曼城及短時間外借到修咸頓，並曾為英格蘭國家足球隊上陣兩次。

## 生平

### 球會
葉士域治
李察·胡禮於葉士域治開展其球會生涯。在葉士域治期間，李察·胡禮擔當著一個重要角色。在1999-2000年球季，他成功協助球隊從以往的英格蘭甲組聯賽透過附加賽升上英超。在該場附加賽中，李察·胡禮成功救出一球極為重要的十二碼，並擊敗。
阿仙奴
2001年李察·胡禮以600萬英鎊改投阿仙奴，作為施文的未來接班人。他在阿森纳的首戰是2001年9月29日對打比郡的比賽。在整個球季李察·胡禮表現比較慌失，常常大意失球，使不少球迷懷疑李察·胡禮的真正實力。
愛華頓
2002年李察·胡禮改投愛華頓，不過因長期受傷患困擾而上陣時間並不多，只擔任老將馬田的副車。馬田在2006年退役，但愛華頓收購曼聯的美國籍門將侯活作為一號正選，李察·胡禮繼續出任副選。2007年夏季愛華頓放棄約滿的李察·胡禮。
韋斯咸
2007年7月4日李察·胡禮以自由身加盟韋斯咸。李察·胡禮只能擔任羅拔·格連的副車，只為韋斯咸在3場聯賽盃上陣。於2008年3月20日被借到鬧門將荒的修咸頓一個月。
葉士域治
從未為韋斯咸一隊上陣過一場的李察·胡禮於2008年7月21日決定重返葉士域治，簽約兩年加一年生約。2008/09年球季李察·胡禮在46場聯賽悉數上陣，球隊以第9位結束球季。翌季葉士域治在開季11場不勝，李察·胡禮僅有一場力保清白之軀，球隊位於聯賽榜末，2009年10月15日領隊堅尼從樸茨茅夫借用波斯尼亞國腳貝高域（Asmir Begović）3個月取代李察·胡禮的正選席位，葉士域治在貝高域把守大門保持6場不敗，但由於樸茨茅夫正選門將占士受傷，樸茨茅夫提前召回貝高域。11月29日作客卡迪夫城李察·胡禮重獲正選，但僅維持了25分鐘便與對方前鋒祖柏相撞受傷而退下火線，賽後證實膝蓋十字韌帶部分撕裂，預計需要休戰4個月。2010年2月24日提前傷愈復出，在預備隊上陣整場賽事，但在球季結束後被葉士域治放棄。
錫菲聯
李察·胡禮離開葉士域治後於新球季一直未能找到球隊落班，直到2010年9月21日才獲得英冠球會錫菲聯收留，簽署4個月短期合約，但一直被受傷患困擾，其僅有的兩次上陣均因傷中途離場，於球隊確定降班後遭提前解除合約。
重返葉士域治
李察·胡禮返回母會葉士域治跟操，更獲召為預備隊上陣。2011年11月23日獲葉士域治第三度聘用，簽約至球季結束。

### 國家隊
李察·胡禮曾兩次代表國家隊出賽。國家隊處子戰是於2000年對馬爾他的一場友誼賽。該仗他於早段失掉一球十二碼，但在88分鐘救出另一球十二碼，最後英格蘭以2-1勝出。李察·胡禮亦是2000年歐洲國家盃的英格蘭國家隊成員之一，是守門員位置的第三選擇，另外兩位是施文及馬田。但最後在整項賽事未有上陣。他的第二場國家隊比賽於2001年對荷蘭的一場友誼賽。自2003年起，李察·胡禮便再沒有再被召入國家隊。

## 榮譽
葉士域治
- 甲組〈第二級〉聯賽附加賽冠軍：1999/2000年；

阿仙奴
- 英格蘭超級足球聯賽冠軍：2001/02年；
- 英格蘭足總盃：2002年；

## 註腳
1. ↑  .   [2008-03-20]. （原始内容存档于2021-03-09）.
2. ↑  .   [2008-03-20]. （原始内容存档于2019-08-20）.
3. ↑  .   [2008-03-20]. （原始内容存档于2016-03-07）.
4. ↑  .   [2008-07-22]. （原始内容存档于2019-08-22）.
5. ↑  . BBC Sport. 2009-10-15  [2009-12-02]. （原始内容存档于2019-08-22） （英语）.
6. ↑  . BBC Sport. 2009-11-23  [2009-12-06]. （原始内容存档于2019-12-17） （英语）.
7. ↑  . BBC Sport. 2009-11-29  [2009-12-02]. （原始内容存档于2019-08-22） （英语）.
8. ↑  . BBC Sport. 2009-12-01  [2009-12-02]. （原始内容存档于2019-08-24） （英语）.
9. ↑  . BBC Sport. 2010-02-24  [2010-02-26]. （原始内容存档于2020-03-03） （英语）.
10. ↑  . Sky Sports. 2010-04-30  [2010-09-22]. （原始内容存档于2016-03-09） （英语）.
11. ↑  . Sky Sports. 2010-09-21  [2010-09-22]. （原始内容存档于2016-03-10） （英语）.
12. ↑  . asia.eurosport.com. 2011-04-07  [2011-11-24]. （原始内容存档于2012-03-12） （英语）.
13. ↑  . BBC Sport. 2011-11-23  [2011-11-24]. （原始内容存档于2011-12-11） （英语）.

## 外部連結
- 足球数据库：理查德·赖特的球员统计数据
- ESPNSoccernet.com player profile （页面存档备份，存于）